# Chartreux (chat)
Vous lisez un « bon article » labellisé en 2009.
Pour un article plus général, voir Chat.
Pour les articles homonymes, voir Chartreux (homonymie).
Le chartreux, aussi appelé chat des Chartreux, est une race de chats originaire de France. Ce chat est caractérisé par des yeux de couleur or à cuivre et un pelage court et fourni entièrement bleu. Sa tête aux joues rebondies lui confère un visage « souriant ». Le développement du chartreux est lent : plus d'une année lui est nécessaire pour atteindre la maturité.
Il serait originaire de Turquie et d’Iran et aurait été ramené en France au temps des croisades. Dans les années 1930, les sœurs Léger développent la race essentiellement grâce à des sujets de Belle-Île-en-Mer. La race est reconnue en 1939. Le chartreux est au bord de l’extinction après la Seconde Guerre mondiale et des mariages malheureux avec le british shorthair, mais l'élaboration de critères sélectifs très précis dans les années 1980 a permis la reconstitution de la race initiale.
Très connu en France, le chartreux est décrit très tôt dans un poème de Joachim du Bellay. Par la suite, de nombreuses personnalités possèderont des chartreux, au rang desquelles Colette, qui lui dédia des écrits, ou encore Charles de Gaulle.

## Historique

### Premiers «chats bleus» et premiers chartreux

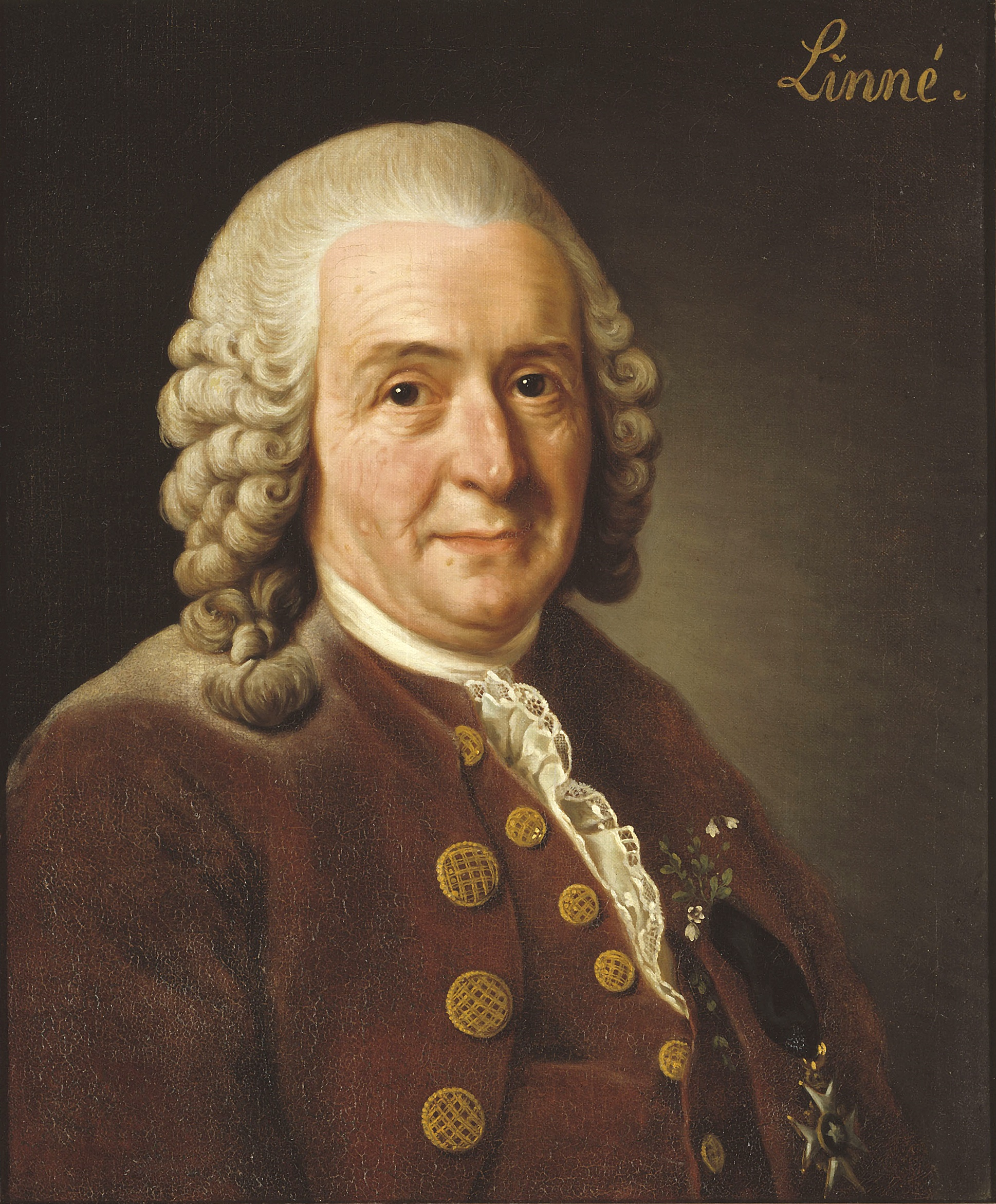
Carl von Linné décrit la race comme une espèce à part entière Catus coeruleus.

Le chartreux est l'une des plus vieilles races dites naturelles de chats au monde. Il serait originaire des confins de la Turquie et de l'Iran, où son pelage laineux caractéristique lui conférait un avantage dans ces climats rudes. À l’époque des Croisades, le chartreux aurait été ramené par des navires de commerce entre l'Orient et l'Occident.
Selon la légende, la race s'appelle « chartreux » car celle-ci habitait dans les monastères avec les moines Chartreux et servait à chasser les rats en ces temps où la peste bubonique faisait des ravages à travers l’Europe. Le félin aurait alors fait vœu de silence, trait qui persiste encore de nos jours puisque le chartreux miaule très peu. Une autre explication plus plausible voudrait que ce chat, pendant le XVIIIe siècle, ait été nommé d'après la densité de la laine espagnole, « pile des chartreux ». La fourrure d'un chartreux adulte est très dense, laineuse, imperméable et d'une douceur voluptueuse. Les Néerlandais auraient échangé des peaux de chartreux du fait de la qualité de sa fourrure, de sa couleur et de sa densité. Selon Jean Simonnet, cette explication est la plus probable,.
On retrouve ainsi des traces de chats bleus en Occident dès 1558 dans le poème de Joachim du Bellay vantant les mérites de son chat Belaud,. La première utilisation du terme « chartreux » apparaît en 1723, dans le Dictionnaire universel de commerce, d'histoire naturelle et des arts et métiers de Jacques Savary des Bruslons,. On retrouve une référence aux chartreux dans le Systema naturae de 1735 de Linné, l'initiateur de la classification scientifique des espèces. Il décrit la race des chartreux sous le nom Catus coeruleus (chat bleu), et la considère comme une variété distincte. Buffon fait aussi référence aux chartreux mais tout en remarquant la proximité avec la race des autres chats de la région,.

### Développement de la race
Au début du XXe siècle, le chartreux est commun en Île-de-France, en Normandie et aux abords de l'île de Belle-Île-en-Mer, près de la côte bretonne. Au début des années 1930, les sœurs Léger trouvent une vigoureuse colonie de chartreux sur leur île et les prennent en charge afin d'assurer leur survie. La plupart des chartreux d'aujourd'hui trouvent leurs origines à la chatterie des sœurs Léger. C'est également à cette époque que le premier standard de la race est établi, en 1939 précisément. Leurs efforts aboutissent en 1933 lors d'une exposition du Cat Club de Paris, où leur chatte « Mignonne de Guerveur » devient championne internationale et est consacrée « chatte la plus esthétique de l'exposition ».
La Seconde Guerre mondiale a beaucoup affecté la population des chartreux. À la fin des années 1960, la race des chartreux est aussi victime du croisement autorisé avec le british shorthair, deux races totalement distinctes. Les croisements sont tels que la FIFé fusionne les deux standards en 1970 et considère ces deux races comme une seule. La race est sauvée en 1977 par Jean Simonnet et son « Club du chat des chartreux » avec la promulgation d'un nouveau standard qui soulignait les caractéristiques propres du chartreux. En 1987, la race est reconnue par la Cat Fanciers' Association (CFA) et la The International Cat Association (TICA). Les principales autres associations félines ont emboîté le pas, peu de temps après. De tels croisements entre races différentes sont à présent interdits et les chartreux ne peuvent plus se reproduire qu'entre eux. La race est aujourd'hui présente dans de nombreux pays et bien représentée en exposition, où on le considère typiquement français.
Un premier couple de chartreux est exporté vers les États-Unis en 1972 par Helen Gamon de la Californie. Ces premiers chartreux américains sont les ancêtres de la plupart des chats chartreux nés aux États-Unis. Au Québec, l'apport français et américain du chartreux permet une grande diversité dans les lignées.

### Popularité
Dans son pays d'origine, le chartreux était très connu et faisait partie du trio de tête des races préférées des Français. Toutefois, en 2006, il est rattrapé par le maine coon et se place désormais en quatrième place avec 5 740 chartreux enregistrés au LOOF jusqu'en 2008. En Angleterre et aux États-Unis il se fait beaucoup plus discret. Selon la CFA, en 2007, il ne se plaçait qu'en 26e place, derrière des races beaucoup plus rares dans l'hexagone comme le bobtail japonais,.

## Standard
| Fédérations | Tête | Oreilles | Yeux | Corps | Robe et couleur |
| LOOF        | 20   | 10       | 10   | 30    | 30              |

### Corps

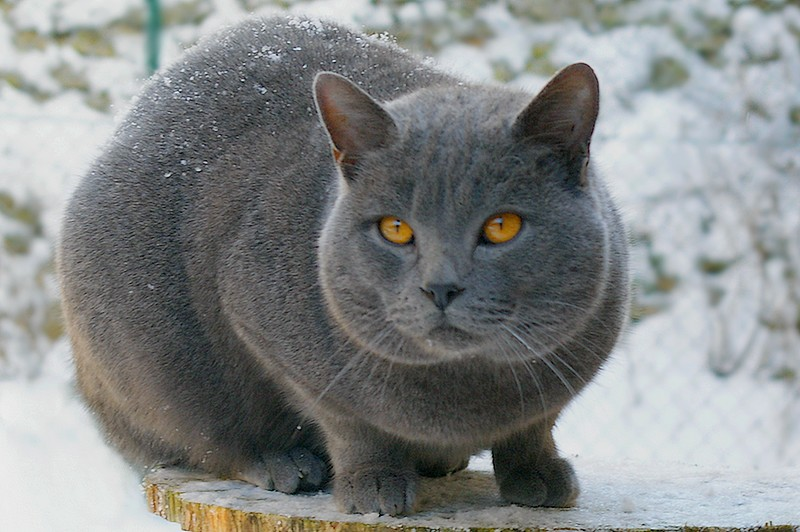
Le chartreux est un chat au corps robuste et massif.

Le chartreux présente un dimorphisme sexuel assez marqué. Le mâle est moyen à grand, avec un poitrail large ; il doit donc paraître massif. Le chartreux à l'âge adulte possède un corps musclé et robuste de type médioligne, tout en restant souple et très agile, jamais lourdaud. Forte, épaisse et courte, l'encolure est musclée (cela vaut surtout pour le mâle qui, à l'âge adulte, n'a pour ainsi dire presque pas de cou). Les épaules sont larges, la poitrine profonde et le dos droit. Les pattes ont une ossature solide et une musculature puissante mais paraissent fines en comparaison du reste du corps. Les pieds sont ronds et larges avec des coussinets de couleur bleu-gris.
La femelle est plus petite, moins large de poitrine et moins joufflue, mais elle doit rester robuste, bien que les proportions restent les mêmes pour les deux sexes. Le mâle peut atteindre 7,5 kg et la femelle pèse entre 4,0 et 5,0 kg. Dans l'ensemble, les pattes et la queue sont de taille moyenne. La queue est épaisse à la base et s'effile vers un bout arrondi sans jamais former de nœud.

### Tête

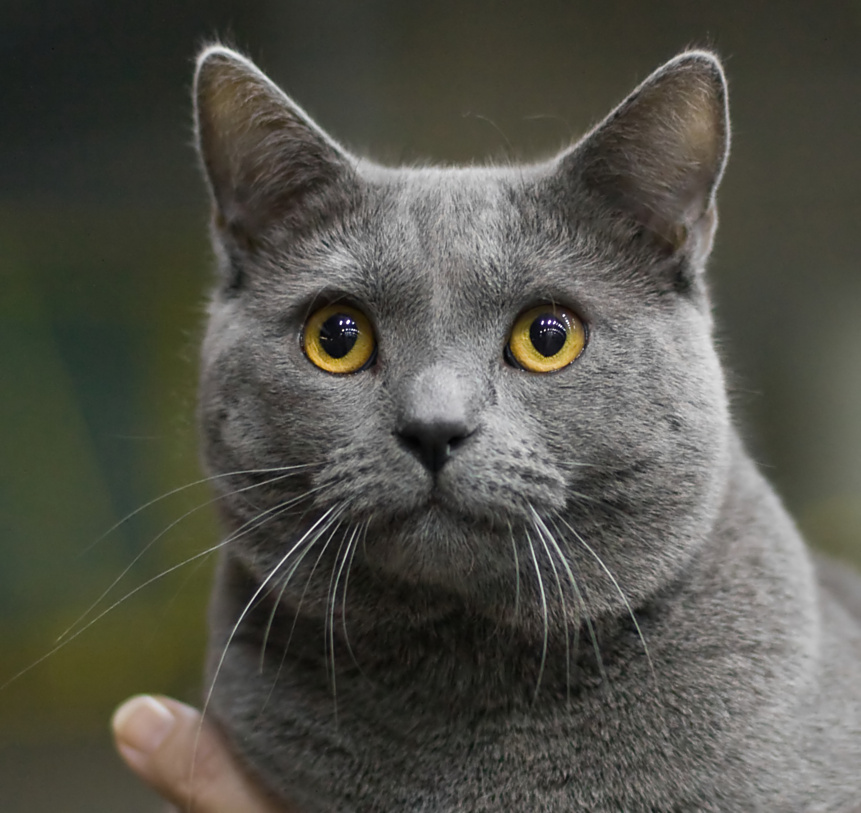
Le chartreux se caractérise par sa mâchoire puissante, ses joues rebondies et ses yeux arrondis de couleur cuivre.
Sujet mâle présenté en exposition féline à Vantaa.

Vue de face, sa tête a la forme d'un trapèze inversé avec des contours arrondis, surtout chez le mâle. Le profil est légèrement concave avec un front haut et plat. Le nez droit et large peut avoir un très léger stop, bien que son absence soit préférable. La truffe est gris ardoise. La mâchoire est puissante et les joues rebondies, notamment chez le mâle de plus de deux ans. La forme du visage lui confère un sourire caractéristique ; on le surnomme d'ailleurs le « chat souriant de France ». Le menton est ferme.
Les oreilles de taille moyenne, placées haut sur la tête, sont étroites à la base et légèrement arrondies. Les yeux sont arrondis, grands et expressifs, quoiqu’un peu bridés à l'extrémité extérieure. La couleur peut varier, allant du doré à l'orangé.
Parmi les défauts pénalisant en concours félin, on trouve un stop trop marqué ou un nez retroussé, un museau long ou lourd, les yeux en amande. Ces défauts ne retireront pas le titre chartreux au chat mais feront baisser sa valeur. Le défaut pouvant lui retirer complètement le titre est des yeux verts et même la présence d'un cercle vert dans la couleur des yeux,,.

### Robe et fourrure
La seule couleur acceptée est le bleu dans toutes ses nuances, du bleu-gris clair au gris-bleu soutenu et elle doit être uniforme de l'extrémité du poil jusqu'à la racine. Qu'elle soit foncée ou pâle, la couleur de sa fourrure doit être complètement uniforme même si des marques tabby sont présentes pendant les premières années de sa vie. La peau est également bleu-gris. Le défaut de la robe pouvant lui retirer complètement le titre est la présence de taches blanches sur le pelage,,.
La fourrure est lustrée, épaisse, dense comme celle de la loutre, serrée. Le sous-poil bien fourni et légèrement laineux rend la fourrure pratiquement imperméable et lui donne une certaine épaisseur.

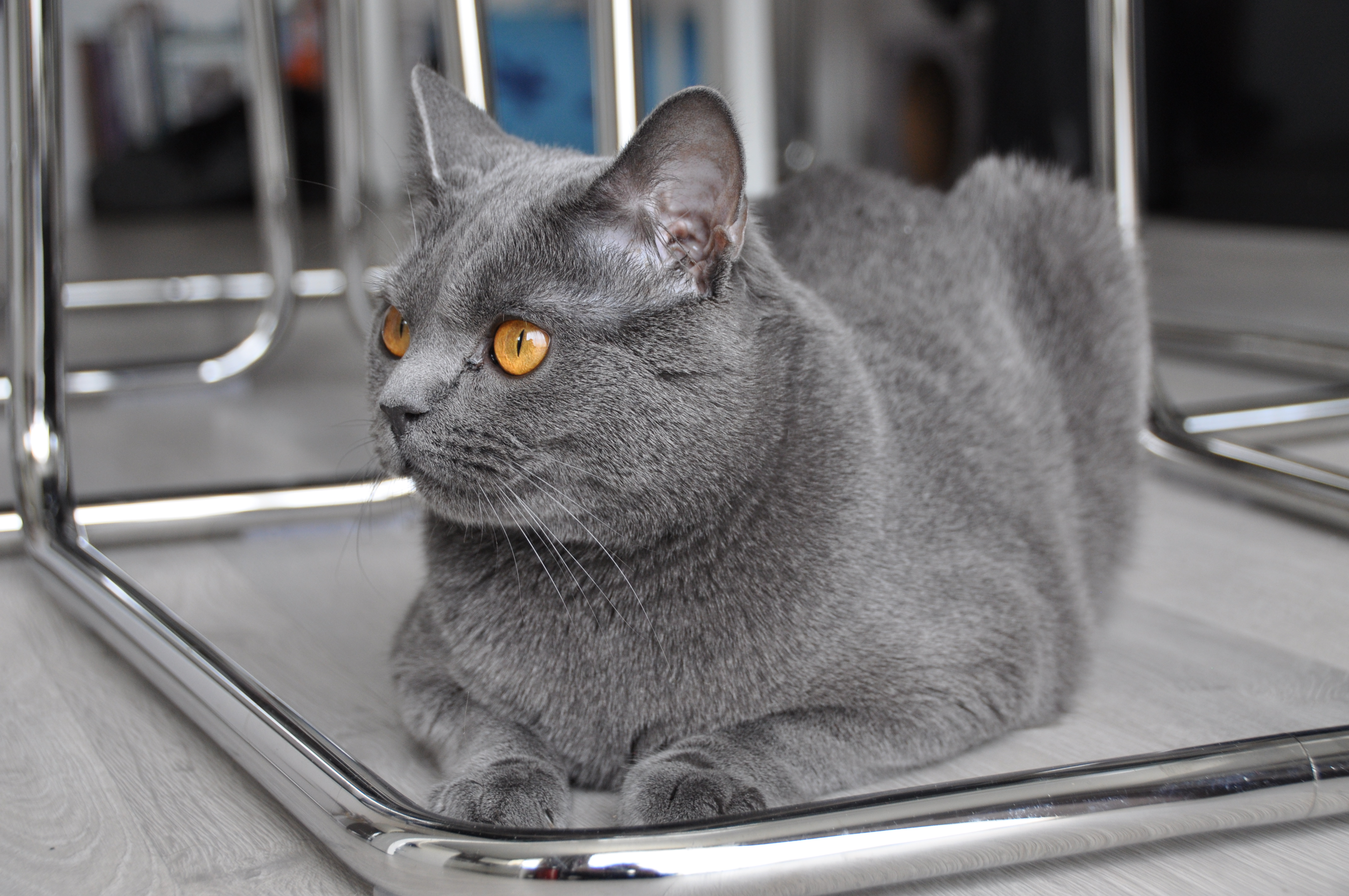
Chat chartreux adulte.

## Races proches

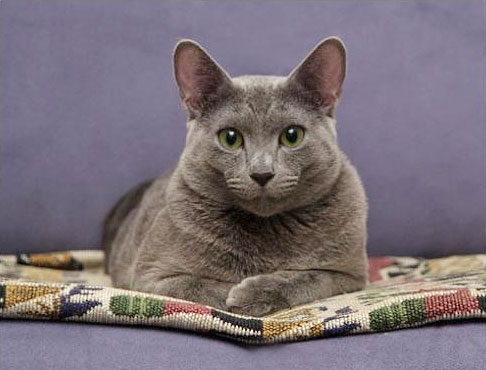
Le bleu russe possède beaucoup de caractéristiques communes avec le chartreux, mais se différencie par la couleur de ses yeux.

Actuellement, il est souvent confondu avec les autres races bleues, tel le korat ou le bleu russe,.
Le bleu russe présente de nombreuses similitudes avec le chartreux mais le caractère contradictoire des différentes dénominations de cette race souligne assez les controverses sur son origine. Selon de nombreux spécialistes, le bleu russe partagerait la même origine que le chartreux. Ce chat ne s'est jamais vraiment implanté en France, probablement du fait de la concurrence avec le chartreux et le british shorthair bleu. On le trouve principalement dans les pays anglo-saxons.
On trouve aussi des caractéristiques du chartreux chez le british shorthair particulièrement au niveau de la fourrure sans toutefois avoir l'aspect presque laineux. Le physique du chartreux le distingue nettement du british shorthair, en revanche, le chartreux partage avec celui-ci les yeux cuivre intense.

## Caractère
Même si les traits de caractère sont individuels et fonction de l'histoire de l'individu, le chartreux est généralement enjoué et très sociable, tout en conservant une certaine indépendance. Son tempérament fidèle lui vaut le qualificatif de « chat-chien ». Il adore suivre son maître de pièce en pièce. Il excelle à rapporter la balle ou le jouet lancé. Tout en appréciant les caresses, le  chartreux n'aime pas être contraint physiquement. De plus, certains d'entre eux peuvent avoir des réactions violentes lorsqu'ils sont maintenus par les assesseurs en concours.
Peu miauleur, le chartreux aime la tranquillité. Robuste et rustique, c'est un chat parfaitement adapté au froid et aux intempéries, et considéré comme un bon chasseur.

## Élevage

### Statistiques
La France compte depuis 2003, 1 298 éleveurs de chartreux, bien que moins du tiers d'entre eux aient été actifs en 2013 et 2015. Ces éleveurs voient naître pour la plupart une seule portée par an. Très rarement, plus de dix portées annuelles sont déclarées et cela concerne moins de dix éleveurs sur tout le territoire français.

### Reproduction

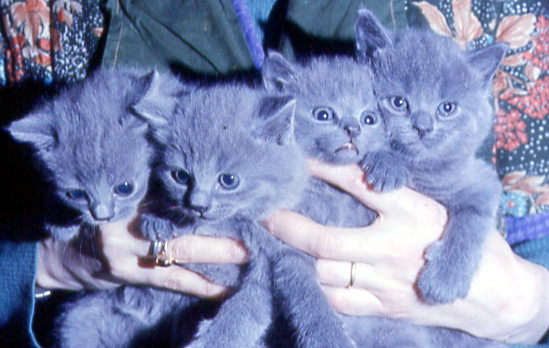
Chatons chartreux.

La France compte 376 chartreux mâles destinés à la reproduction et ayant été à l'origine d'au moins une portée entre 2013 et 2015. Ils ne sont pourtant que 69 à contribuer à plus de la moitié des chatons. Ces mâles sont généralement actifs entre un et quatre ans, voire cinq ans avec un extrême allant jusqu'à treize ans pour le plus âgé.
Les femelles sont plus nombreuses et le LOOF en a répertorié 802 entre 2013 et 2015. Dans les faits, elles ne sont toutefois que 202 à mettre au monde plus de la moitié des chatons naissant en France en 2015. Ces femelles ont principalement des portées entre leur première et leur troisième année avec un extrême allant jusqu'à douze ans pour la plus âgée.
Les portées se constituent en moyenne de 3,58 chatons, avec un maximum de douze. Le LOOF délivre donc chaque année environ 2 000 pedigrees avec une faible proportion de chats destinés à la reproduction.

### Croissance

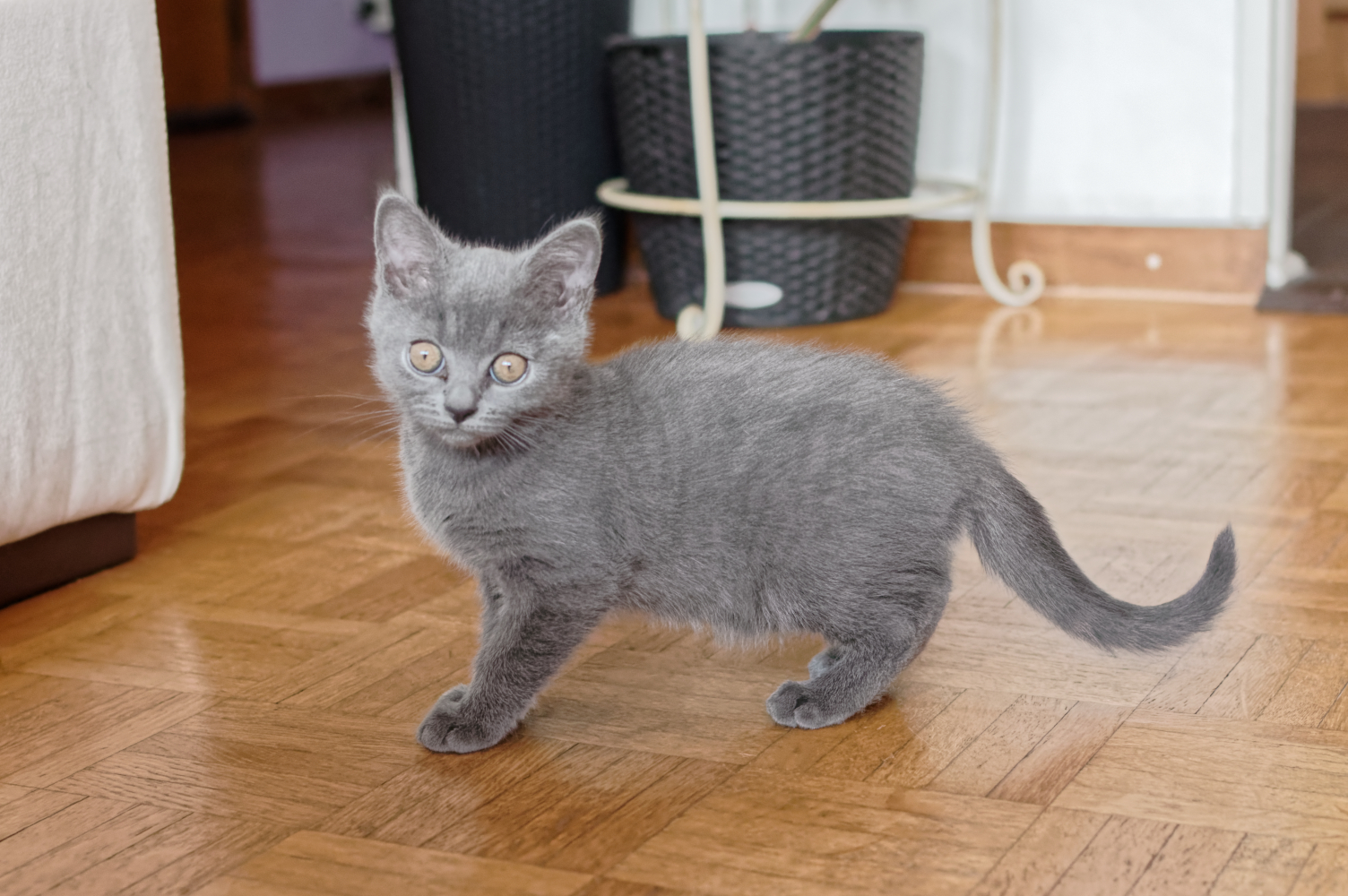
Cette chatte chartreux de trois mois présente des traces fantômes de rayures. La couleur définitive des yeux est en cours d'installation.

Les petits naissent souvent avec des marques tabby, qui sont amenées à disparaître progressivement dans les six à douze mois qui suivent. Le chartreux naît avec des yeux bleus-gris : la couleur orange ne s'installe qu'à partir de trois mois. L'intensité de la couleur des yeux s'atténue naturellement chez le chartreux. Le développement de cette race est lent : l'achèvement de la musculature, des joues et du pelage laineux arrive vers deux à trois ans.
Parvenu à maturité le chartreux arbore une fourrure plus laineuse, rappelant les « cassures » de celles des moutons.

### Entretien
Sa fourrure épaisse nécessite un étrillage hebdomadaire. Sa mue est importante surtout au printemps où il perd sa fourrure d'hiver. Le matériel conseillé pour l'entretien de son pelage est un peigne double en métal (avec deux écartements de dents) et une brosse plus douce en soie naturelle (sanglier ou porc).
La lumière du soleil peut faire apparaître des reflets marron sur sa robe. De plus, la vie en plein air et particulièrement en hiver, accentue l'aspect laineux du poil.

## Le chartreux dans l'art et l'histoire

Perronneau : Magdaleine Pinceloup de La Grange.

Le chartreux apparaît pour la première fois en 1558 dans un poème de Joachim du Bellay intitulé Vers Français sur la mort d'un petit chat. Cependant, Belaud semble mâtiné de gouttière car « blanc dessous comme une hermine ».
On trouve ensuite une représentation d'un chartreux en 1747 dans un tableau de Jean-Baptiste Perronneau représentant Magdaleine Pinceloup de la Grange : le chat y figure au premier plan, c'est-à-dire en tant qu'animal de compagnie ce qui est plutôt rare à cette époque.
Au début du XXe siècle, on commence à s’intéresser à ce chat pour l’élevage comme animal de compagnie. L'écrivain Colette en possédait d'ailleurs plusieurs et fit d’un de ses chats chartreux, Saha, l’héroïne de son livre La Chatte, où elle lui consacra plusieurs descriptions,, et également dans Les Vrilles de la vigne,,.
Le général de Gaulle posséda un chartreux à la fin de sa vie, Ringo de Balmalon, acheté par Yvonne de Gaulle durant le second mandat de son mari. Vivant à La Boisserie, il fut renommé Gris-Gris et, selon la légende, suivait le général partout. Par la suite, de nombreux propriétaires de chartreux déclarèrent que leurs chats étaient descendants de Gris-Gris.
Dans le premier tome de la série Lieutenant Ève Dallas de Nora Roberts, intitulé Au commencement du crime (Naked in Death) paru en 1997, un gros chartreux est trouvé dans l'appartement d'une prostituée assassinée. Ce chat est adopté par l'héroïne et devient un personnage récurrent dans cette série. À la fin du 1er tome, Ève Dallas le nomme Galahad, « mon chevalier blanc », car il créera diversion à son attaquant et lui sauvera donc la vie.